# Murtaza Khan
Murtaza Khan fou un possible kan de Sibèria, que seria fill i successor d'Ibak Khan vers 1493. No obstant si realment va morir el 1565, vers el 1493 havia de ser un infant, i el més probable és que fos només kan d'un clan i el territori passés als taibúguides, la nissaga rival que disputava Sibèria.
Fou durant el seu regnat que els uzbeks vam emigrar a Transoxiana, en part sota pressió dels calmucs, que al seu torn eren pressionats pels mongols, i en part atrets per la decadència de l'antic imperi timúrida. Els uzbeks que van quedar a la regió de Tiumén foren aparentment els seus subjectes però devien ser només una petita fracció. Només s'esmenta una vegada tot i que hauria mort el 1565.
Vers el 1555 apareix el seu fill Kutxum Khan reclamant el tron als taibúguides.